# Wijk bij Duurstede
Wijk bij Duurstede est une commune et une petite ville des Pays-Bas, en province d'Utrecht, située directement à la frontière avec la Province de Gueldre.
La ville se situe aussi au confluent du canal d'Amsterdam au Rhin et du Rhin inférieur qui devient le Lek.

## Histoire
À l'époque romaine, un castellum romain, peut-être Levefanum, était situé sur le site de l'actuel Wijk bij Duurstede sur le Rhin. La frontière nord (du limes) de l'Empire romain traversait également Wijk bij Duurstede.
L'endroit est le lieu d'une bataille sur les rives du Rhin entre les Frisons et les Francs, qui voit ces derniers, dirigés par Pépin de Herstal (maire du palais d'Austrasie), conquérir la partie occidentale du Royaume de Frise aux dépens de Radbod Ier de Frise.
Le site était occupé durant le Haut-Moyen Âge par Dorestad, un important port commercial pillé à de nombreuses reprises par les Vikings au cours du IXe siècle. Le port ne s'en remit jamais et cessa ses activités.
Au début du Moyen Âge, l'un des lieux de commerce les plus importants du nord-ouest de l'Europe se trouvait ici : Dorestad. Pendant longtemps, on a cru que cette ville avait disparu autour de 850 à cause des attaques des Vikings. Dans l'intervalle, cependant, il est sérieusement pris en compte que les facteurs naturels et politiques (de l'Église), ainsi que les relations de pouvoir changeantes, ont probablement joué un rôle plus important. Le lit du Rhin se serait quelque peu déplacé, le port aurait également commencé à s'ensabler à ce moment-là et, en plus, il y avait une montée des eaux. Le déclin de Dorestad signifiait une période de prospérité pour les villes telles que Tiel, Deventer et plus tard Utrecht. De nombreuses découvertes ont été faites dans et autour de Wijk bij Duurstede pour ces périodes historiques, qui peuvent être vues au Musée de Dorestad.
Wijk bij Duurstede a reçu ses privilèges urbains de Gijsbrecht van Abcoude en 1300. En 1270, une tour résidentielle a été construite qui allait devenir le château de Duurstede. Il est probable que peu de temps après, des travaux ont commencé sur la construction d'un mur de terre complété par des excavations pour défendre la ville, en utilisant en partie les anciens lits de cours d'eau pour les douves.
Au milieu du XIVe siècle, la ville a été agrandie vers l'est et probablement à la même période, la ville a été dotée d'un mur d'enceinte doté de portes et de tours de défense. Le mur de la ville et les douves ont été rénovés vers 1445.

## Galerie

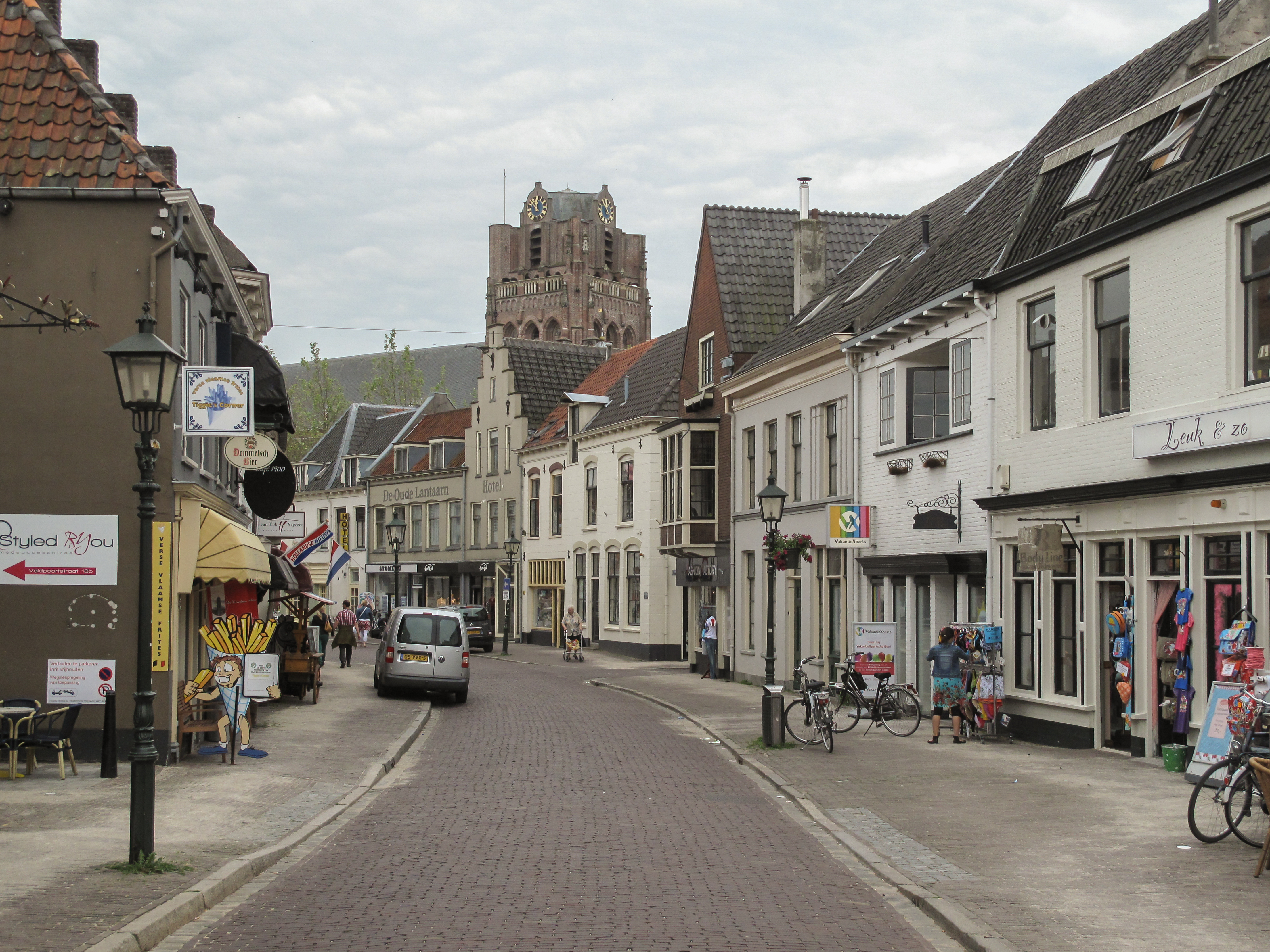
Vue sur la rue avec tour de l'église
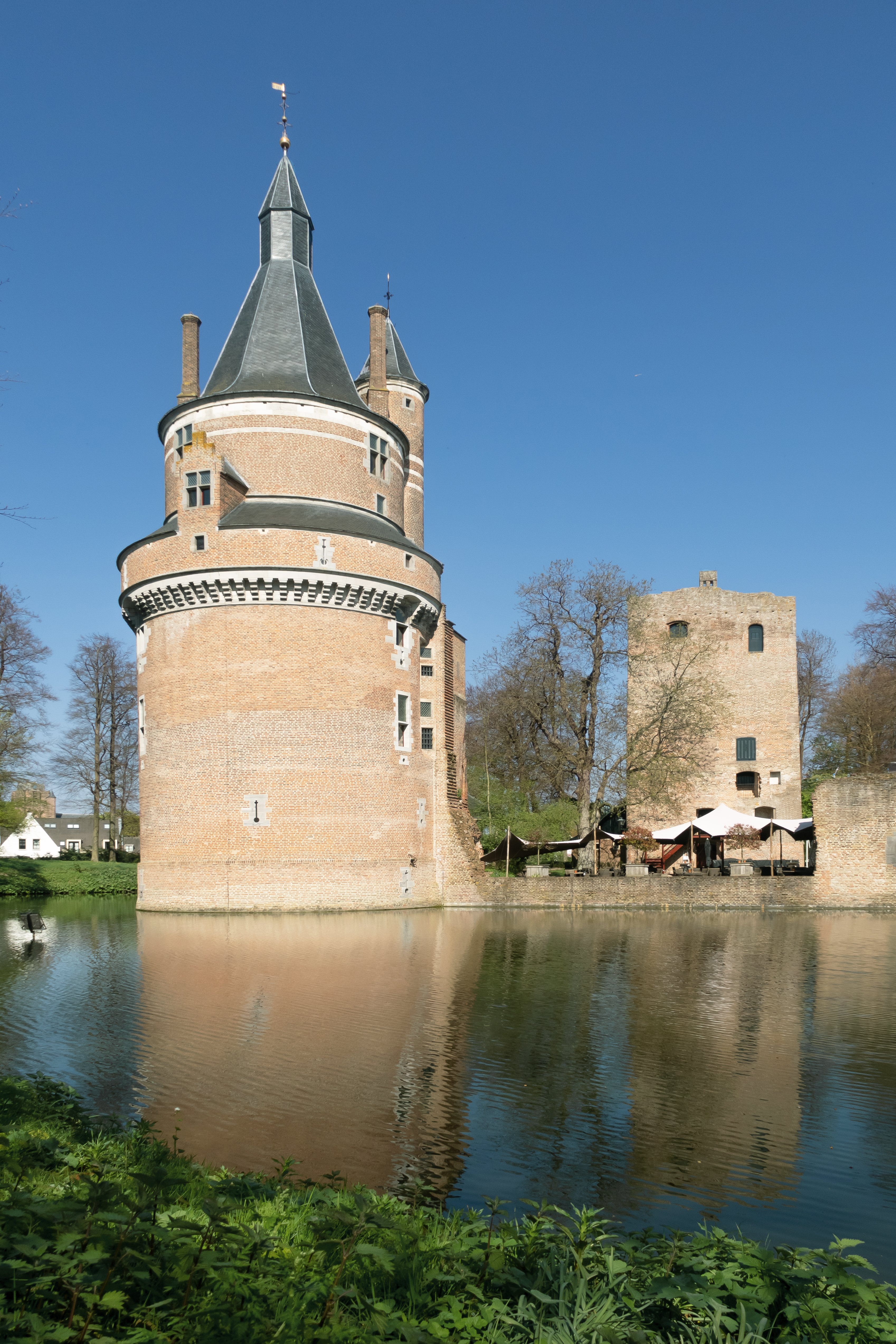
Château : kasteel Duurstede
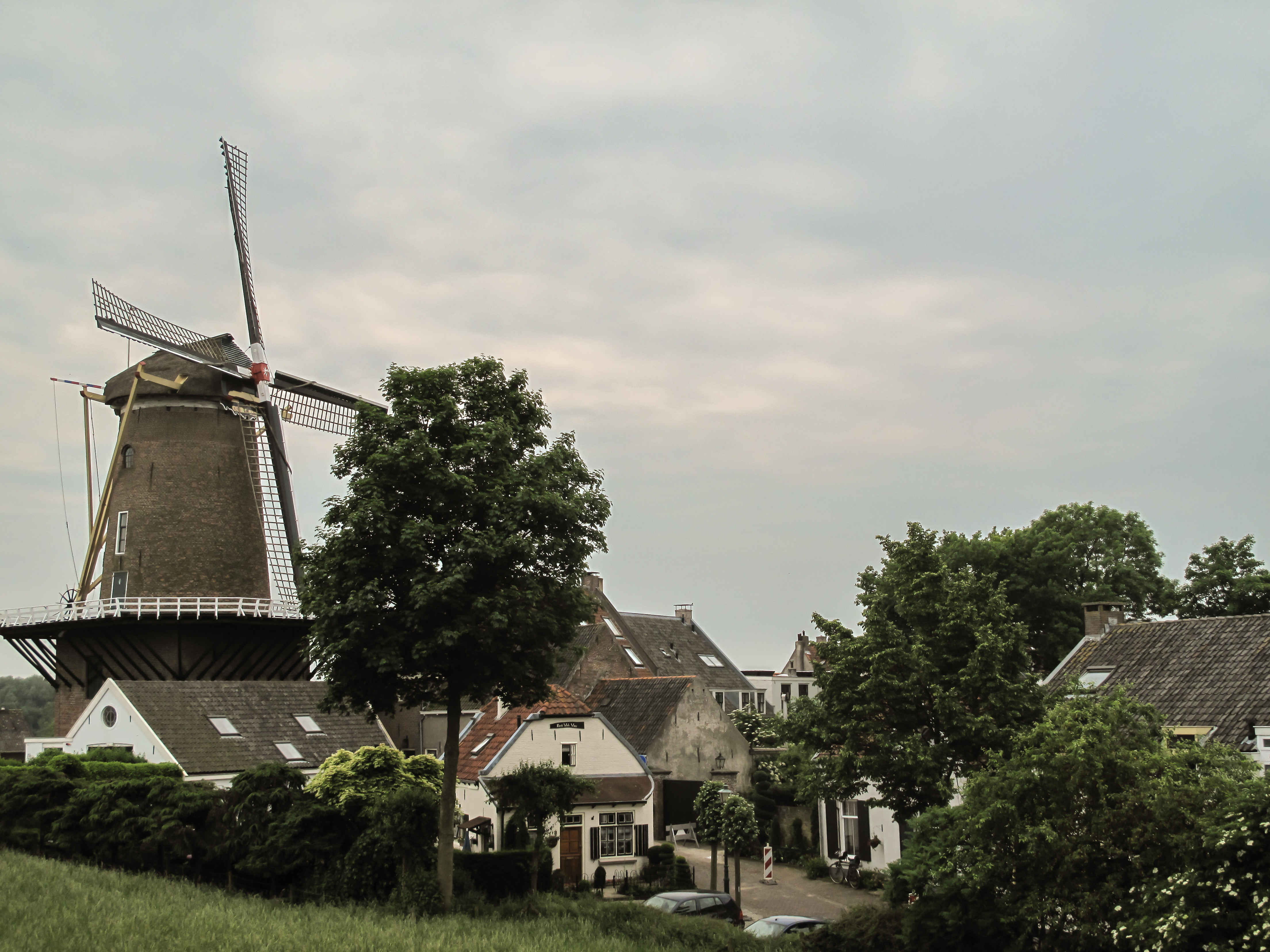
Moulin (molen Rijn en Lek) dans la rue